# Župnija Ponikva
Župnija Ponikva je rimskokatoliška teritorialna župnija dekanije Šmarje pri Jelšah. Dekanija je del kozjanskega naddekanata škofije Celje.

## Zgodovina
Do 7. aprila 2006, ko je bila ustanovljena škofija Celje, je bila župnija del kozjanskega naddekanata škofije Maribor.

## Sakralni objekti
|    | slika | cerkev                                       | kraj / naselje |
| -- | ----- | -------------------------------------------- | -------------- |
| 1. |       | Cerkev sv. Martina, Ponikva župnijska cerkev | Ponikva        |
| 2. |       | Cerkev sv. Ožbalta, Uniše podružnica         | Uniše          |

## Drugi objekti
|    | slika |                                     | kraj / naselje |
| -- | ----- | ----------------------------------- | -------------- |
| 1. |       | Rojstna hiša Antona Martina Slomška | Uniše          |

## Evropska pešpot sv. Martina Tourškega
Od Žičke kartuzije do župnijske cerkve sv. Martina na Ponikvi in naprej do župnijske cerkve sv. Marije Magdalene v Dramljah (etapa 10) vodi Evropska pešpot sv. Martina Tourškega (Via Sancti Martini), ki jo je leta 2005 Svet Evrope proglasil za Veliko evropsko kulturno pot. Dolga je 2500 km in povezuje kraje, ki so zaznamovali življenje in čaščenja tega znamenitega svetnika.